# أحمد عبيد الفضلي
أحمد عبيد الفضلي هو سياسي يمني، عين وزيراً المالية خلال الفترة (18 سبتمبر 2016-19 سبتمبر 2019)، وفي 19 سبتمبر 2019 عين محافظاً للبنك المركزي.
| المناصب السياسية  | المناصب السياسية                                          | المناصب السياسية            |
| ----------------- | --------------------------------------------------------- | --------------------------- |
| سبقه حافظ معياد   | محافظ البنك المركزي اليمني 19 سبتمبر 2019 - 6 ديسمبر 2021 | تبعه أحمد أحمد المعبقي      |
| سبقه منصر القعيطي | وزير المالية 18 سبتمبر 2016 - 19 سبتمبر 2019              | تبعه سالم صالح سالم بن بريك |